# 前橋梨乃
前橋 梨乃（まえばし りの、1953年 – ）は、日本の小説家、ライターである。主に女装小説を執筆する。愛知県出身で、名古屋市立桜台高等学校を卒業、愛知県立大学文学部を中退している。本名は立石 洋一。男性である。

## 経歴
1980年代の終わりから1990年代の中頃まで、女装趣味の人向きの雑誌『くいーん』（アント商事発行）に毎号、女装を題材にした小説を連載。
1996年以降は、当時、一般に普及し始めたインターネット上に発表の場を移し、ラストの章を暗号化して伏せる形で、個人で小説コンテンツを販売することにある程度の成功を収めた。その経緯を、本名の立石洋一名義で『インターネット「印税」生活入門』（メディアファクトリー刊）として発表。
また、2002年には、女装シミュレーションゲーム『Trans' ～僕とあたしの境界線～』のシナリオを執筆した。